# Embracer Group
Embracer Group AB (anteriormente Nordic Games Licensing AB e THQ Nordic AB) é uma holding sueca de jogos eletrônicos e mídia com sede em Karlstad. A empresa foi criada sob o nome Nordic Games Licensing em 2011 como parte da Nordic Games Group e como controladora da editora Nordic Games GmbH.
A empresa adquiriu vários ativos de editoras extintas, começando com JoWooD em 2011 e THQ em 2013. Em agosto de 2016, Nordic Games Licensing e sua subsidiária de publicação mudaram seus nomes para THQ Nordic AB e THQ Nordic GmbH, utilizando o "THQ" marca registrada que havia adquirido em 2014. Em novembro de 2016, tornou-se uma empresa pública listada na Nasdaq First North. Ao longo de 2018, a THQ Nordic adquiriu a Koch Media Holding (controladora da Koch Media) e a Coffee Stain Holding (controladora da Coffee Stain Studios), que se tornaram grupos operacionais independentes dentro da THQ Nordic, complementares à THQ Nordic GmbH. Para evitar confusão com a THQ Nordic GmbH e esclarecer sua posição como holding, a THQ Nordic AB foi renomeada como Embracer Group em setembro de 2019, enquanto a THQ Nordic GmbH manteve seu nome.
Em dezembro de 2021, a Embracer Group possuia dez grupos operacionais como subsidiárias diretas: Amplifier Game Invest, Asmodee, Coffee Stain Holding, Dark Horse Media, DECA Games, Easybrain, Gearbox Entertainment, Koch Media, Saber Interactive e THQ Nordic. Cada grupo com suas próprias operações, subsidiárias e estúdios de desenvolvimento.

## Histórico

### Original Nordic Games (1990–2004)
Ainda jovem, o empresário sueco Lars Wingefors começou a vender com sucesso uma gama diversificada de produtos, incluindo revistas de Natal e sacolas plásticas, e aos 13 anos fundou a LW Comics, uma empresa que vendia quadrinhos em segunda mão. Ele estabeleceu o negócio como uma empresa de venda por correspondência usando um registro de clientes de 2.000 entradas que ele havia adquirido de outra empresa de venda por correspondência extinta. A empresa faturava cerca de 300.000 kr anualmente. Aos 16 anos, Wingefors fundou uma segunda empresa, a Nordic Games, que fazia o mesmo que a LW Comics, embora com videogames usados em vez de quadrinhos. Em seu primeiro ano, a empresa gerou 5 milhões de kr em receita. Com receitas crescentes ao longo da década de 1990, a Nordic Games foi transformada em uma cadeia de varejo — na mesma linha da empresa britânica de varejo de jogos eletrônicos GAME — e abriu sete lojas em toda a Suécia. A empresa também adquiriu a Spel- & Tele shopen, uma loja de jogos em Linköping, Suécia, fundada por Pelle Lundborg quatro anos antes.
No final da década de 1990, a Nordic Games estava sofrendo de uma estrutura corporativa ruim, e Wingefors foi solicitado a buscar novos parceiros ou trazer capital de risco, embora ele tenha optado por vender a empresa para a Gameplay Stockholm, a subsidiária sueca varejista de toda a europa Gameplay.com, em março de 2000 por ações da Gameplay.com avaliadas em £ 5,96 milhões. Sob a jogabilidade, a Nordic Games não conseguiu gerar muita receita; a empresa tentou estabelecer negócios de jogos para celular, distribuição digital e caixas de TV a cabo, os quais não ganharam força. Quando a bolha da internet estourou, a Gameplay enfrentou problemas financeiros e a Nordic Games foi vendida de volta para a Wingefors em maio de 2001 por uma soma simbólica de 1 kr (na época equivalente a £0,83 ou R$0,50). Wingefors trouxe capitalistas de risco e reformou a empresa para vender apenas jogos recém-lançados, mas a empresa enfrentou forte concorrência e finalmente pediu falência em 2004.

### A nova Nordic Games (2004–2011)

Antigo logotipo da Nordic Games Licensing (2011–2016)

Wingefors investiu o dinheiro que havia deixado em uma nova sociedade limitada e, juntamente com potenciais clientes atuando como investidores, reformou a Nordic Games sob o nome de Game Outlet Europe. A nova empresa obteve sucesso com a compra de ações não vendidas de grandes empresas de jogos eletrônicos, como a Electronic Arts, reembalando-as em paletes em sua sede em Karlstad e vendendo-as no mercado internacional por meio de outras redes de varejo, como Jula, Coop, e ICA. Em dezembro de 2008, uma nova empresa com o nome Nordic Games Publishing foi estabelecida como subsidiária de publicação de videogames da Game Outlet Europe. A subsidiária começou com sete pessoas, incluindo o principal acionista Wingefors, com sede em Karlstad, e o CEO Lundborg, que desde então se mudou para Málaga com sua esposa. Nik Blower em Londres foi adicionado à equipe de gerenciamento em fevereiro de 2010.
A ideia por trás da Nordic Games Publishing era investir no desenvolvimento de jogos que preenchessem lacunas no mercado de jogos eletrônicos; Wingefors e Lundborg notaram que o line-up de jogos para as plataformas Nintendo carecia de jogos de karaokê semelhantes ao SingStar, que era exclusivo dos consoles PlayStation. Com base em documentos de requisitos de 100 páginas da Nintendo, que incluíam que os microfones do jogo deveriam ser produzidos pela Logitech, e quatro meses de pesquisa em um bar de karaokê em Watford, Inglaterra, a Nordic Games Publishing montou uma lista de músicas para o jogo e começou a produzir o que mais tarde se tornaria We Sing. Nessa época, a Nordic Games Publishing também lançou o Dance Party Club Hits, um jogo de dança que veio embalado com um tapete de dança. Em 2009, a Nordic Games Publishing teve um faturamento de 50 milhões de kr, dos quais 75% foram contabilizados pelas vendas da We Sing. Para 2010, a empresa projetava um volume de negócios de 200 milhões de kr, ao mesmo tempo que Lundborg procurava novos investidores na empresa para a tornar independente da Game Outlet Europe. Em março de 2011, a Nordic Games Holding foi estabelecida como uma holding, com a Game Outlet Europe e a Nordic Games Publishing alinhadas como suas subsidiárias.

### Expansão internacional (2011–2018)

Antigo logotipo da THQ Nordic AB (2016–2019)

Em junho de 2011, a Nordic Games Holding adquiriu os ativos da editora insolvente JoWooD Entertainment e suas subsidiárias. Os ativos adquiridos foram transferidos para a Nordic Games GmbH, uma filial recém-criada em Viena, Áustria. Vários ex-funcionários da JoWooD foram contratados pela Nordic Games GmbH para trabalhar nas vendas pendentes de antigas propriedades da JoWooD, e a Nordic Games Publishing foi integrada à Nordic Games GmbH para facilitar as operações. Nordic Games Licensing AB, também estabelecida em 2011, tornou-se a holding dentro da Nordic Games Holding (mais tarde conhecida como Nordic Games Group), bem como a empresa-mãe da Nordic Games GmbH. Em abril de 2013, a Nordic Games Licensing adquiriu vários ativos da editora falida THQ para ser gerenciada pela Nordic Games GmbH.
Em junho de 2014, a Nordic Games Licensing adquiriu a marca "THQ", com a intenção de usar o nome como uma etiqueta de publicação para suas propriedades THQ. Posteriormente, em agosto de 2016, a empresa mudou seu nome para THQ Nordic AB, enquanto a Nordic Games GmbH se tornou THQ Nordic GmbH. De acordo com Reinhard Pollice da Wingefors e da THQ Nordic GmbH, a mudança de nome foi realizada para capitalizar a boa reputação do passado da THQ, embora eles evitassem nomear as empresas de apenas "THQ" para evitar conexões com as empresas mais recentes e problemáticas da THQ. Em 22 de novembro de 2016, a THQ Nordic realizou sua oferta pública inicial e tornou-se uma empresa pública listada na bolsa de valores Nasdaq First North, avaliada em 1,9 bilhões de kr, enquanto Wingefors detinha uma participação de 50% na empresa.
Em fevereiro de 2018, a THQ Nordic adquiriu a Koch Media Holding, empresa controladora da empresa de mídia austríaca Koch Media, que por sua vez possuía e operava a gravadora de videogame Deep Silver por €121 milhões. A Koch Media foi configurada para operar independentemente sob a THQ Nordic, separada da THQ Nordic GmbH. Para melhor refletir sua função de holding e evitar confusão entre a THQ Nordic e seu escritório vienense, a THQ Nordic afirmou que planejava mudar de nome. Em junho de 2018, a empresa emitiu 7,7 milhões de novas ações classe B para arrecadar US$168 milhões, que seriam usados para futuras aquisições. Em novembro de 2018, a THQ Nordic adquiriu a Coffee Stain Holding, a holding sueca que abriga o desenvolvedor Coffee Stain Studios e empresas afiliadas por 317 milhões de kr em dinheiro. Coffee Stain tornou-se a "terceira perna" da THQ Nordic, operando de forma independente como a Koch Media. Através das duas aquisições e vendas contínuas da THQ Nordic GmbH, as vendas líquidas da THQ Nordic aumentaram 713%, para US$447,6 milhões no ano fiscal de 2018. Em dezembro de 2018, o site de negócios de jogos GamesIndustry.biz nomeou Wingefors como uma de suas pessoas do ano de 2018. Em fevereiro de 2019, a THQ Nordic emitiu 11 milhões de novas ações classe B, levantando 2,09 bilhões de kr (US$ 225 milhões).

### Redesign para Embracer Group e outras aquisições (2019–presente)
No final do seu primeiro trimestre fiscal de 2019, a THQ Nordic adquiriu a Game Outlet Europe da Nordic Games Group por 10 milhões de kr. Em agosto de 2019, a empresa adquiriu a empresa de investimentos Goodbye Kansas Game Invest (GKGI) por 42,4 milhões de kr. A GKGI realizou investimentos minoritários em cinco desenvolvedores de startups — Palindrome Interactive, Fall Damage, Neon Giant, Kavalri Games e Framebunker — bem como direitos de royalties para o Biomutant publicado pela THQ Nordic GmbH. Os investimentos da GKGI em Bearded Dragons, Goodbye Kansas VR e IGDB foram mantidos por sua empresa-mãe anterior, Goodbye Kansas. A GKGI foi fundada em 2016 e na época da aquisição tinha quatro funcionários em tempo integral. Depois, para evitar mais confusões com a THQ Nordic GmbH e esclarecer sua posição como holding, a THQ Nordic assumiu o nome "Embracer Group" em sua assembleia geral anual em 17 de setembro de 2019, enquanto a filial em Viena manteve seu nome. Em dezembro de 2019, a empresa, através da GKGI, adquiriu a desenvolvedora sueca Tarsier Studios por 99 milhões de kr. O acordo incluía os 65 funcionários e propriedade intelectual do estúdio, excluindo Little Nightmares e The Stretchers, que permaneceram com seus respectivos proprietários.
A GKGI foi renomeada para Amplifier Game Invest em janeiro de 2020 para refletir melhor sua nova propriedade sob a Embracer Group. Nesse mesmo mês, Amplifier abriu River End Games, em Gotemburgo, Suécia, e C77 Entertainment em Seattle, Estados Unidos; dois estúdios de desenvolvimento, cada um com veteranos dos estúdios de jogos das respectivas áreas. A Embracer adquiriu o Saber Interactive e seus cinco estúdios internos em fevereiro de 2020 por um total de US$ 525 milhões, tornando Saber a quinta subsidiária direta da Embracer. A Embracer levantou US$164 milhões em abril de 2020, para serem usados em futuras expansões.
O Embracer Group anunciou sete aquisições em agosto de 2020: 4A Games e New World Interactive, sob a unidade Saber Interactive; Palindrome Interactive, Rare Earth Games e Vermila Studios ficaram sob a Amplifier Game Invest; e Pow Wow Entertainment sob a THQ Nordic; por último, a DECA Games se tornou a sexta subsidiária direta da Embracer e manteve a autonomia sob o acordo. O grupo, sob a Koch Films, também adquiriu a Sola Media, um grupo de licenciamento de televisão e cinema com sede em Estugarta com foco em crianças e propriedades familiares. Em novembro de 2020, a Embracer Group anunciou a aquisição de doze empresas: 34BigThings, Mad Head Games, Nimble Giant Entertainment, Snapshot Games e Zen Studios sob a Saber Interactive; e a Thinking Ape Entertainment e IUGO Mobile Entertainment sob a unidade DECA Games; Flying Wild Hog sob Koch Media; Purple Lamp Studios sob THQ Nordic; Silent Games sob o Amplifier Game Invest; e por último a empresa de garantia de qualidade Quantic Lab sob a Embracer Group para apoiar e realizar as relações públicas em outros estúdios dentro da empresa e a Sandbox Strategies da empresa Saber Interactive. O CEO da THQ Nordic, Klemens Kreuzer, afirmou que, embora um grande número de aquisições tenha sido impulsionado pelas divisões individuais da Embracer Group, a mudança representou parte da diversidade do portfólio de jogos que a empresa queria ter, em contraste com grandes editoras como a Electronic Arts, que contam apenas com alguns títulos fundamentais.
A Embracer Group anunciou três grandes aquisições em fevereiro de 2021: The Gearbox Entertainment Company, incluindo Gearbox Software por um preço de US$1,3 bilhões, se tornarando a sétima grande holding da Embracer, Easybrain por US$ 640 milhões, se tornando a oitava maior holding e Aspyr Media por US$ 450 milhões, como uma subsidiária sob o selo Saber Interactive. As aquisições foram formalmente concluídas em abril de 2021.
A empresa começou a emitir ações adicionais em março de 2021 para arrecadar outros US$890 milhões para fortalecer suas finanças e continuar suas estratégias de aquisição.
Em maio de 2021, a empresa anunciou a aquisição da Appeal Studios, Kaiko e Massive Miniteam sob sua subsidiária THQ Nordic, que também estabeleceu o Gate 21 d.o.o para permitir a criação de "personagens 3D de classe mundial", além de adquirir a Frame Break sob sua subsidiária Amplifier Game Invest. A Massive Miniteam foi totalmente integrada na organização HandyGames, sob o grupo operativo THQ Nordic. Mais tarde naquele mês, a Embracer anunciou suas intenções de construir um enorme arquivo de jogos para "abraçar a história dos jogos".
A Embracer adquiriu várias outras empresas no início de agosto de 2021, incluindo 3D Realms, Ghost Ship Games, Slipgate Ironworks, DigixArt, Force Field, Easy Trigger, CrazyLabs e Grimfrost, sob um acordo combinado de US$ 313 milhões. Em 18 de agosto de 2021, a Embracer anunciou a aquisição de mais três empresas, incluindo Demiurge Studios, Fractured Byte e SmartPhone Labs, todas elas se tornando subsidiárias da Saber Interactive.
Em dezembro de 2021, a Embracer contou sua intenção de adquirir a Asmodee por €2,75 bilhões, a fim de incorporá-la integralmente como o nono grupo operacional da Embracer e permitir que a Embracer se expandisse para o mercado de jogos de tabuleiro. Nesse mesmo mês, a Embracer também adquiriu a Perfect World Entertainment, incluindo seu braço editorial e a Cryptic Studios, do grupo Perfect World e da Perfect World Europe, por US$103 milhões. Uma vez aprovada, a Perfect World Entertainment se tornou parte da divisão Gearbox. A Embracer também adquiriu a Dark Horse Media, a empresa-mãe da Dark Horse Comics e da Dark Horse Entertainment., estabelecendo a Dark Horse como sua décima divisão operacional. Além disso, a empresa adquiriu Shiver Entertainment e Digic Pictures como parte do grupo Saber, e Spotfilm Networx, um serviço alemão de vídeo sob demanda, como parte da Koch Media.

## Subsidiárias
Em dezembro de 2021, a Embracer Group tinha dez grupos operacionais compostos por 111 estúdios e editores internos e o grupo geral tinha um total de cerca de 12.150 funcionários em 45 países diferentes.
| Empresa-mãe           | Nome                         | Nome                         | Sede                       | Fundada ou adquirida | Ref(s)        |
| --------------------- | ---------------------------- | ---------------------------- | -------------------------- | -------------------- | ------------- |
| Amplifier Game Invest | C77 Entertainment            | C77 Entertainment            | Seattle                    | Janeiro de 2020      | [ 54 ]        |
| Amplifier Game Invest | DestinyBit                   | DestinyBit                   | Ravenna                    | Maio de 2020         | [ 55 ]        |
| Amplifier Game Invest | Fall Damage                  | Fall Damage                  | Stockholm                  | 2017                 | [ 56 ]        |
| Amplifier Game Invest | Frame Break                  | Frame Break                  | Skövde                     | Maio de 2021         | [ 45 ]        |
| Amplifier Game Invest | Framebunker                  | Framebunker                  | Copenhagen                 | 2019                 | [ 56 ]        |
| Amplifier Game Invest | Goose Byte                   | Goose Byte                   | Montreal                   | Outubro de 2021      | [ 57 ]        |
| Amplifier Game Invest | Green Tile Digital           | Green Tile Digital           | Skövde                     | Dezembro de 2021     | [ 58 ]        |
| Amplifier Game Invest | Kavalri Games                | Kavalri Games                | Stockholm                  | 2019                 | [ 56 ]        |
| Amplifier Game Invest | Misc Games                   | Misc Games                   | Stavanger                  | 2019                 | [ 59 ]        |
| Amplifier Game Invest | Palindrome Interactive       | Palindrome Interactive       | Skövde                     | Agosto de 2020       | [ 35 ]        |
| Amplifier Game Invest | Plucky Bytes                 | Plucky Bytes                 | Karlstad                   | Novembro de 2020     | [ 60 ]        |
| Amplifier Game Invest | Rare Earth Games             | Rare Earth Games             | Vienna                     | Agosto de 2020       | [ 35 ]        |
| Amplifier Game Invest | River End Games              | River End Games              | Gotemburgo                 | Janeiro de 2020      | [ 61 ]        |
| Amplifier Game Invest | Silent Games                 | Silent Games                 | Newcastle upon Tyne        | Novembro de 2020     | [ 62 ]        |
| Amplifier Game Invest | Tarsier Studios              | Tarsier Studios              | Malmö                      | Dezembro de 2019     | [ 63 ]        |
| Amplifier Game Invest | Vermilia Studios             | Vermilia Studios             | Madrid                     | Agosto de 2020       | [ 35 ]        |
| Amplifier Game Invest | Zapper Games                 | Zapper Games                 | Raleigh, Carolina do Norte | Outubro de 2021      | [ 64 ]        |
| Asmodee               | Asmodee                      | Asmodee                      | Guyancourt, França         | Dezembro de 2021     | [ 49 ]        |
| Coffee Stain Holding  | Box Dragon                   | Box Dragon                   | Gotemburgo                 | Agosto de 2021       | [ 65 ]        |
| Coffee Stain Holding  | Coffee Stain North           | Coffee Stain North           | Estocolmo                  | Novembro de 2018     | [ 66 ]        |
| Coffee Stain Holding  | Coffee Stain Publishing      | Coffee Stain Publishing      | Skövde                     | Novembro de 2018     | [ 66 ]        |
| Coffee Stain Holding  | Coffee Stain Studios         |                              | Skövde                     | Novembro de 2018     | [ 66 ]        |
| Coffee Stain Holding  | Easy Trigger                 | Easy Trigger                 | Trollhättan                | Agosto de 2021       | [ 47 ]        |
| Coffee Stain Holding  | Ghost Ship Games             | Ghost Ship Games             | Copenhaga                  | Agosto de 2021       | [ 47 ]        |
| Coffee Stain Holding  | Lavapotion                   | Lavapotion                   | Gotemburgo                 | Novembro de 2018     | [ 66 ]        |
| Dark Horse Media      | Dark Horse Comics            | Dark Horse Comics            | Milwaukie, Oregon          | Dezembro de 2021     | [ 51 ]        |
| Dark Horse Media      | Dark Horse Entertainment     | Dark Horse Entertainment     | —                          | Dezembro de 2021     | [ 51 ]        |
| DECA Games            | A Thinking Ape Entertainment | A Thinking Ape Entertainment | Vancouver                  | Novembro de 2020     | [ 62 ]        |
| DECA Games            | CrazyLabs                    | CrazyLabs                    | Israel                     | Agosto de 2021       | [ 47 ]        |
| DECA Games            | IUGO Mobile Entertainment    | IUGO Mobile Entertainment    | Vancouver                  | Novembro de 2020     | [ 62 ]        |
| DECA Games            | Jufeng Studio                | Jufeng Studio                | Pequim                     | Outubro de 2021      | [ 67 ]        |
| Easybrain             | Easybrain                    | Easybrain                    | Limassol                   | Abril de 2021        | [ 41 ]        |
| Koch Media            | Deep Silver                  | Dambuster Studios            | Nottingham                 | Fevereiro de 2018    | [ 68 ]        |
| Koch Media            | Deep Silver                  | Fishlabs                     | Hamburgo                   | Fevereiro de 2018    | [ 68 ]        |
| Koch Media            | Deep Silver                  | Free Radical Design          | Nottingham                 | Maio de 2021         | [ 69 ]        |
| Koch Media            | Deep Silver                  | Volition                     | Champaign, Illinois        | Fevereiro de 2018    | [ 68 ]        |
| Koch Media            | Deep Silver                  | Warhorse Studios             | Praga                      | Fevereiro de 2019    | [ 70 ]        |
| Koch Media            | DigixArt                     | DigixArt                     | Montpellier                | Agosto de 2021       | [ 47 ]        |
| Koch Media            | Flying Wild Hog              | Flying Wild Hog              | Varsóvia                   | Novembro de 2020     | [ 62 ]        |
| Koch Media            | Milestone srl                | Milestone srl                | Milão                      | Agosto de 2019       | [ 71 ]        |
| Koch Media            | Prime Matter                 | Prime Matter                 | Munique                    | Junho de 2021        | [ 72 ]        |
| Koch Media            | Spotfilm Networkx            | Spotfilm Networkx            | —                          | Dezembro de 2021     | [ 51 ]        |
| Koch Media            | Vertigo Games                | Vertigo Arcade               | Roterdão/Los Angeles       | Setembro de 2020     | [ 73 ]        |
| Koch Media            | Vertigo Games                | Vertigo Publishing           | Roterdão/Los Angeles       | Setembro de 2020     | [ 73 ]        |
| Koch Media            | Vertigo Games                | Vertigo Studios              | Roterdão/Los Angeles       | Setembro de 2020     | [ 73 ]        |
| Koch Media            | Vertigo Games                | Force Field                  | Amsterdam                  | Agosto de 2021       | [ 74 ]        |
| Koch Media            | Ravenscourt                  | Voxler                       | Paris/Marseille            | Fevereiro de 2020    | [ 75 ]        |
| Saber Interactive     | 34BigThings                  | 34BigThings                  | Turin                      | Novembro de 2020     | [ 38 ]        |
| Saber Interactive     | 3D Realms                    | 3D Realms                    | Aalborg                    | Agosto de 2021       | [ 47 ]        |
| Saber Interactive     | 4A Games                     | 4A Games                     | Sliema                     | Agosto de 2020       | [ 35 ]        |
| Saber Interactive     | Aspyr                        | Aspyr                        | Austin, Texas              | Abril de 2021        | [ 42 ]        |
| Saber Interactive     | Bytex                        | Bytex                        | Saransk                    | Setembro de 2021     | [ 76 ]        |
| Saber Interactive     | Demiurge Studios             | Demiurge Studios             | Cambridge, Massachusetts   | Agosto de 2021       | —             |
| Saber Interactive     | Digic Pictures               | Digic Pictures               | Budapeste                  | Dezembro de 2021     | [ 50 ]        |
| Saber Interactive     | Fractured Byte               | Fractured Byte               | Estonia                    | Agosto de 2021       | —             |
| Saber Interactive     | Mad Head Games               | Mad Head Games               | Belgrado                   | Novembro de 2020     | [ 38 ]        |
| Saber Interactive     | New World Interactive        | New World Interactive        | Denver                     | Agosto de 2020       | [ 35 ]        |
| Saber Interactive     | Nimble Giant Entertainment   | Nimble Giant Entertainment   | Buenos Aires               | Novembro de 2020     | [ 38 ]        |
| Saber Interactive     | Shiver Entertainment         | Shiver Entertainment         | Miami                      | Dezembro de 2021     | [ 51 ]        |
| Saber Interactive     | Slipgate Ironworks           | Slipgate Ironworks           | Aalborg                    | Agosto de 2021       | [ 48 ]        |
| Saber Interactive     | SmartPhone Labs              | SmartPhone Labs              | Rússia                     | Agosto de 2021       | —             |
| Saber Interactive     | Snapshot Games               | Snapshot Games               | Sófia                      | Novembro de 2020     | [ 38 ]        |
| Saber Interactive     | Zen Studios                  | Zen Studios                  | Budapeste                  | Novembro de 2020     | [ 38 ]        |
| THQ Nordic            | Alkimia Interactive          | Alkimia Interactive          | Barcelona                  | 2018                 | [ 77 ] [ 78 ] |
| THQ Nordic            | Appeal Studios               | Appeal Studios               | Bélgica                    | Maio de 2021         | [ 45 ]        |
| THQ Nordic            | Ashborne Games               | Ashborne Games               | Brno                       | Novembro de 2020     | [ 79 ]        |
| THQ Nordic            | Black Forest Games           | Black Forest Games           | Offenburg                  | Agosto de 2017       | [ 80 ]        |
| THQ Nordic            | Bugbear Entertainment        | Bugbear Entertainment        | Helsínquia                 | Novembro de 2018     | [ 66 ]        |
| THQ Nordic            | Experiment 101               | Experiment 101               | Estocolmo                  | Novembro de 2017     | [ 81 ]        |
| THQ Nordic            | Gate 21 d.o.o.               | Gate 21 d.o.o.               | Sarajevo                   | Maio de 2021         | [ 45 ]        |
| THQ Nordic            | Grimlore Games               | Grimlore Games               | Munique                    | Dezembro de 2013     | [ 82 ]        |
| THQ Nordic            | Gunfire Games                | Gunfire Games                | Austin, Texas              | Agosto de 2019       | [ 83 ]        |
| THQ Nordic            | HandyGames                   | HandyGames                   | Giebelstadt                | Julho de 2018        | [ 84 ]        |
| THQ Nordic            | Kaiko                        | Kaiko                        | Frankfurt am Main          | Maio de 2021         | [ 45 ]        |
| THQ Nordic            | Mirage Game Studios          | Mirage Game Studios          | Karlstad                   | 2016                 | [ 85 ]        |
| THQ Nordic            | Nine Rocks Games             | Nine Rocks Games             | Bratislava                 | Fevereiro de 2020    | [ 86 ]        |
| THQ Nordic            | Pieces Interactive           | Pieces Interactive           | Skövde                     | Agosto de 2017       | [ 87 ]        |
| THQ Nordic            | Piranha Bytes                | Piranha Bytes                | Essen                      | Maio de 2019         | [ 88 ]        |
| THQ Nordic            | Pow Wow Entertainment        | Pow Wow Entertainment        | Viena                      | Agosto de 2020       | [ 35 ]        |
| THQ Nordic            | Purple Lamp Studios          | Purple Lamp Studios          | Áustria                    | Novembro de 2020     | [ 38 ]        |
| THQ Nordic            | Rainbow Studios              | Rainbow Studios              | Phoenix, Arizona           | 2013                 | [ 89 ]        |
| THQ Nordic            | THQ Nordic France SAS        | THQ Nordic France SAS        | Paris                      | Maio de 2021         | [ 45 ]        |